# Mohamed Jegham
Mohamed Jegham (árabe tunisino: محمد جغام‎; Hammam Sousse, 8 de agosto de 1943), é um político e empresário tunisino, que ocupou importantes posições ministeriais durante o mandato do presidente Zine El Abidine Ben Ali.

## Biografia

### Juventude
Mohamed Jegham nasceu em Hammam Sousse. O pai de Mohamed Jegham morreu quando ele tinha dois anos e a mãe morreu quando ele era adulto. Após estudos em Susa e Tunes, formou-se em economia pela École Nationale d'Administration.

### Oficial e empresário
Aos 25 anos, ingressou no Ministério do Interior. Jegham foi sucessivamente nomeado delegado em Béja, Gafsa e Jendouba, o primeiro delegado da Delegação de Tunes do Sul, secretário geral da província de Bizerta e finalmente governador da província de Gabès. Nomeado Diretor Executivo (CEO) das oficinas mecânicas de Sahel em 1980, Jegham tornou-se CEO da Sociedade para o Estudo e Desenvolvimento de Sousa do Norte em 1983. Em 1988, foi nomeado Diretor Administrativo de Assuntos Regionais no Ministério da Interior. Jegham trabalha desde 2005 na General Mediterranean Holdings.

### Político
Jegham entrou no governo em 26 de julho de 1988, como Ministro do Turismo e Artesanato. Em 20 de janeiro de 1995, ele foi nomeado Ministro do Interior, sucedendo no cargo a Abdullah Kallel. Em 20 de janeiro de 1997, foi nomeado Ministro-Diretor do Gabinete do Presidente e, em 17 de novembro de 1999, Ministro da Defesa Nacional, cargo que ocupou por catorze meses. Ele deixou o governo em 23 de janeiro de 2001 para ser nomeado embaixador em Roma em 30 de março do mesmo ano.
Mohamed Jegham ingressou no comitê central do Reagrupamento Constitucional Democrático em 1988 no Congresso de Salut. Seu mandato foi renovado em 1993 e 1999, se estendendo até o Congresso de Ambição, realizado em 2003. Ele foi membro do Bureau Político de 25 de janeiro de 1995 a 26 de janeiro de 2001. Ele também foi membro do parlamento de Susa durante a nona e décima legislaturas, de 1994 a 2004. Jegham também ocupa o cargo de prefeito de Hammam Sousse.
Ele foi nomeado em 17 de janeiro de 2011 como Ministro do Comércio e Turismo no "governo de unidade" liderado por Mohamed Ghannouchi, após a fuga do ex-presidente Zine El Abidine Ben Ali durante a revolução da Tunísia. Ele foi substituído dez dias depois por Mehdi Houas por causa de seus laços políticos com o RCD e por fazer parte do governo de Ben Ali. Ele anunciou em 19 de fevereiro de 2011 que fundou um novo partido chamado Al-Watan Party. Slim Chaker é seu secretário de Estado.

## Vida pessoal
Mohamed Jegham é casado com sua prima Rafiaa, com quem ele teve três filhos. Um de seus filhos, Anis Jegham, morreu em setembro de 2019, aos 42 anos de idade.